# Fəxri Xiyaban

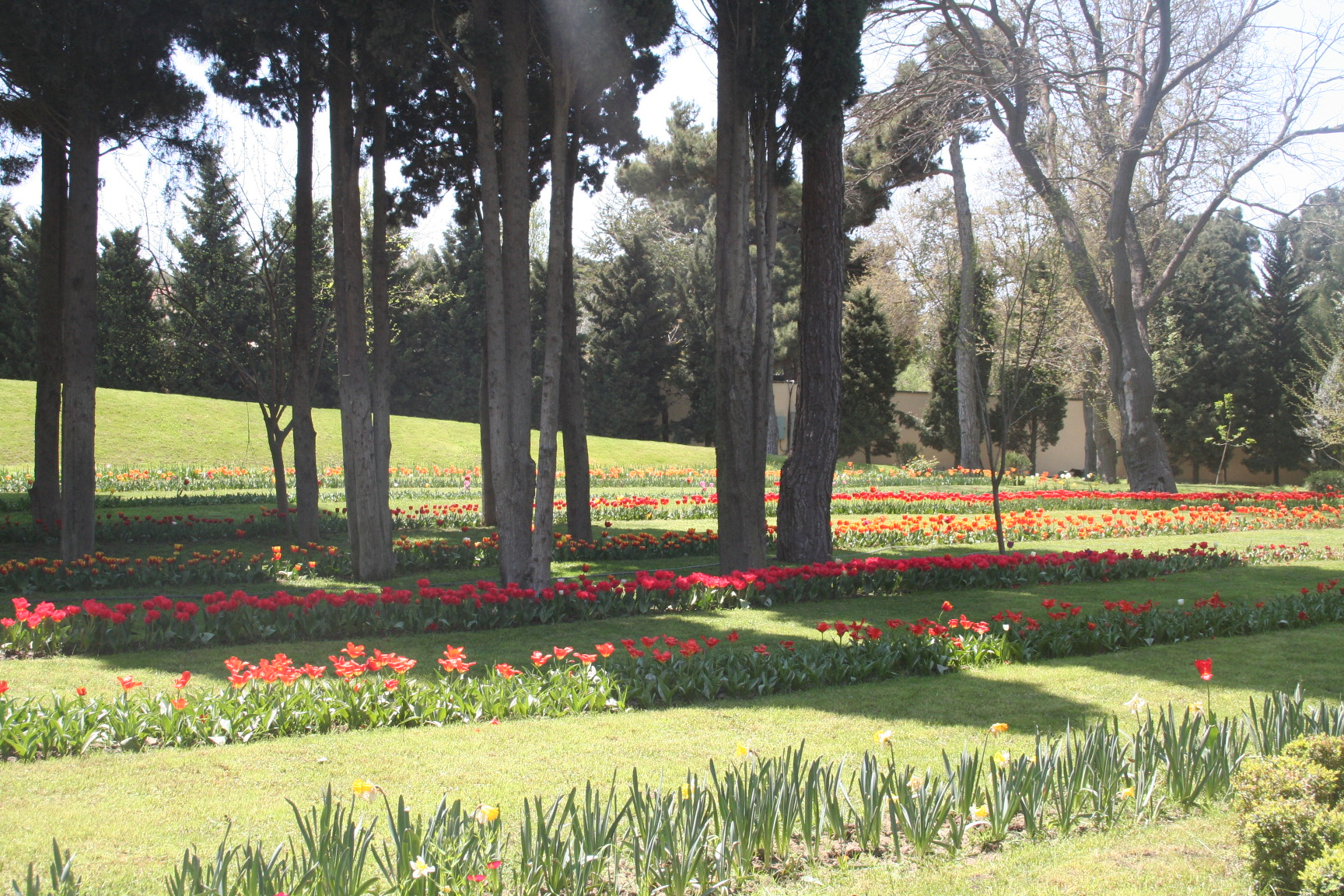
Blumen auf dem Fəxri Xiyaban

Fəxri Xiyaban (aserbaidschanisch: Ehrenallee) ist ein Friedhof in der aserbaidschanischen Hauptstadt Baku, in dem ausschließlich verdiente Aserbaidschaner und in Aserbaidschan ansässige Personen nach ihrem Tod bestattet werden.
Die Gründung des Ehrenfriedhofs wurde am 27. August 1948 vom Ministerkabinett der aserbaidschanischen Sowjetrepublik beschlossen. Die Überreste mehrerer zuvor bestatteter prominenter Persönlichkeiten wurden zum Fəxri Xiyaban umgesetzt.

## Bekannte Grabstätten
- Vasif Adıgözəlov, Komponist und Musikpädagoge
- Qəmər Almaszadə, Ballerina und Ballettlehrerin
- Məmməd Araz, Dichter, Übersetzer und Publizist
- Süleyman Sani Axundov, Dramatiker, Journalist, Schriftsteller, Kinderbuchautor und Pädagoge
- Leyla Bədirbəyli, Film- und Theaterschauspielerin
- Valeh Bərşadlı, Politiker
- Rəşid Behbudov, Sänger
- Ziya Bünyadov, Offizier, Historiker und Orientalist
- Cəfər Cabbarlı, Dramatiker, Lyriker, Übersetzer, Regisseur und Drehbuchautor
- Həmidə Cavanşir, Mäzenin, Frauenrechtsaktivistin und Schriftstellerin
- Əminə Dilbazi, Tänzerin
- Mahmud Əliyev, Politiker
- Heydər Əliyev, Politiker
- Elçin Əfəndiyev, Schriftsteller und Politiker
- Ələsgər Ələkbərov, Schauspieler
- Şövkət Ələkbərova, Sängerin
- Fikrət Əmirov, Komponist
- Hüseyn Ərəblinski, Theaterschauspieler und Regisseur
- Əzim Əzimzadə, Künstler und Karikaturist
- Əbülfəz Elçibəy, Politiker und Kulturwissenschaftler
- Üzeyir Hacıbəyov, Komponist
- Vüqar Həşimov, Schachspieler
- Hacıbaba Hüseynov, Sänger, Dichter
- Mikayıl Hüseynov, Architekt und Architekturhistoriker
- Rəşid Məcidov, Offizier
- Murtuza Məmmədov, Sänger
- Cəlil Məmmədquluzadə, Schriftsteller und Journalist
- Müslüm Maqomayev, Komponist
- Müslüm Maqomayev, Sänger
- Osman Mirzəyev, Journalist, Schriftsteller und Publizist
- Məmməd Səid Ordubadi, Schriftsteller, Dichter, Drehbuchautor und Journalist
- Elmira Qafarova, Politikerin
- İsmət Qayıbov, Jurist
- Yusif Qasımov, Politiker
- Tofiq Quliyev, Pianist, Komponist, Musikpädagoge und Musikfunktionär
- Şıxəli Qurbanov, Politiker, Literaturwissenschaftler, Schriftsteller, Dichter und Dramatiker
- Rəsul Rzayev, Schriftsteller
- Tofiq Səfərəliyev, Politiker
- Yusif Səmədoğlu, Schriftsteller
- Abdulla Şaiq, Schriftsteller
- Seyid Şuşinski, Khananda-Sänger
- İsmayıl Şıxlı, Schriftsteller
- Tahira Tahirova, Politikerin
- Xəlil Rza Ulutürk, Dichter
- Səməd Vurğun, Dichter
- Həsən bəy Zərdabi, Publizist
- Nəsibə Zeynalova, Schauspielerin